# Église évangélique luthérienne germanophone en Namibie
L’Église évangélique luthérienne germanophone en Namibie, ou (Deutsch) Evangelisch-Lutherische Kirche in Namibia (DELK), est une petite église luthérienne issue de la Mission rhénane en Namibie, qui a conservé l’usage de la langue allemande dans sa liturgie. Elle ne compte que 5 100 membres et 6 paroisses. Son siège est à Windhoek. 
Elle est membre de la Fédération mondiale luthérienne. 
Elle s'est groupée avec les deux autres églises luthériennes de Namibie, l’Église évangélique luthérienne en Namibie et l’Église évangélique luthérienne en République de Namibie, au sein d'une union d'églises, le « Conseil uni des églises luthériennes namibiennes » (United Church Council: Namibia Evangelical Lutheran Churches), avec comme but ultime de fusionner en une seule église.

## Histoire
La DELK est issue du travail de la société missionnaire allemande dite Mission rhénane (de son nom complet : Société des missions du Rhin) dans le Sud-Ouest africain à partir de 1842. La première paroisse germanophone fut fondée à Windhoek en 1896. Lors de la révolte des Héréros de 1904, le missionnaire Heinrich Vedder fonda une autre paroisse à Swakopmund, puis d’autres paroisses furent fondées à Karibib, Lüderitz, Omaruru, Otjiwarongo et Outjo. Les missionnaires rhénans s’occupaient à la fois des paroisses germanophones et des paroisses de mission. 
En 1958, toutes les paroisses germanophones se regroupèrent pour former « le synode allemand évangélique du Sud-Ouest africain ». Cette union d’églises prit son nom actuel en 1970. 
En 2007, la DELK s’unit avec l'Église évangélique luthérienne en Namibie (Evangelical Lutheran Church in Namibia) et l’ Église évangélique luthérienne en République de Namibie pour former le « Conseil uni des églises luthériennes namibiennes » (United Church Council: Namibia Evangelical Lutheran Churches), avec comme but de transformer à terme cette union d’églises en une seule église.

Églises luthériennes allemandes en Namibie
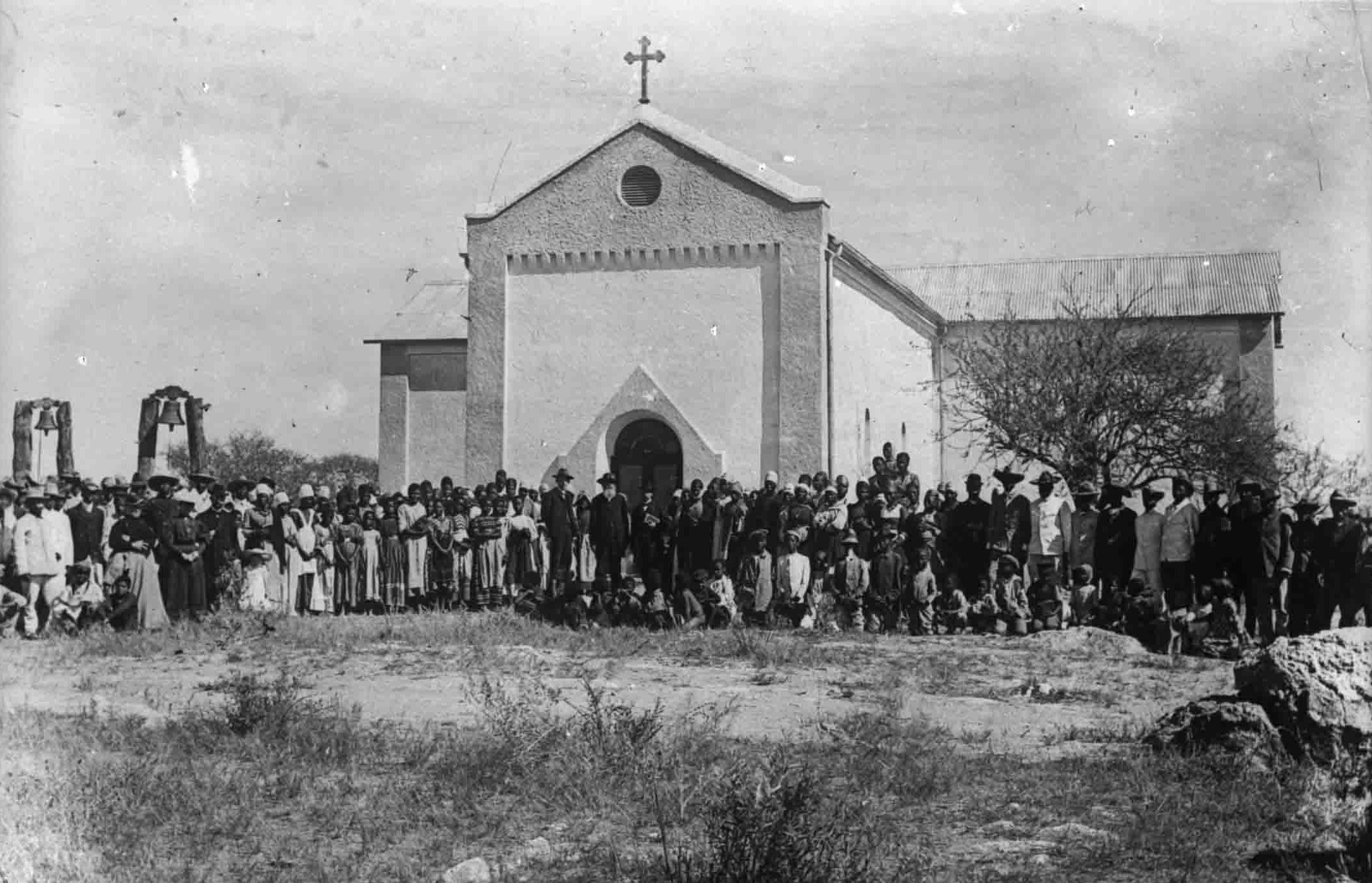
Okahandja
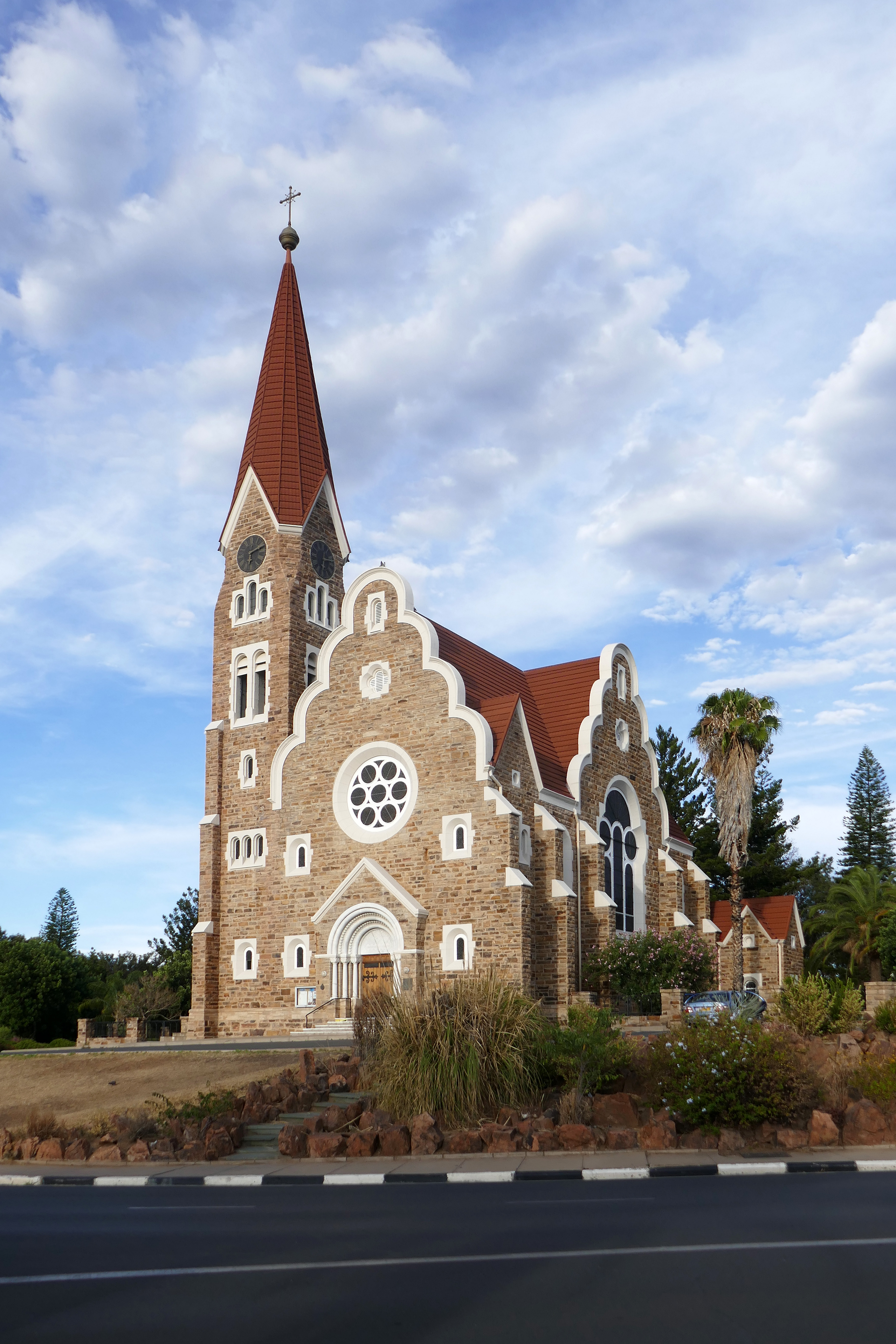
Windhoek
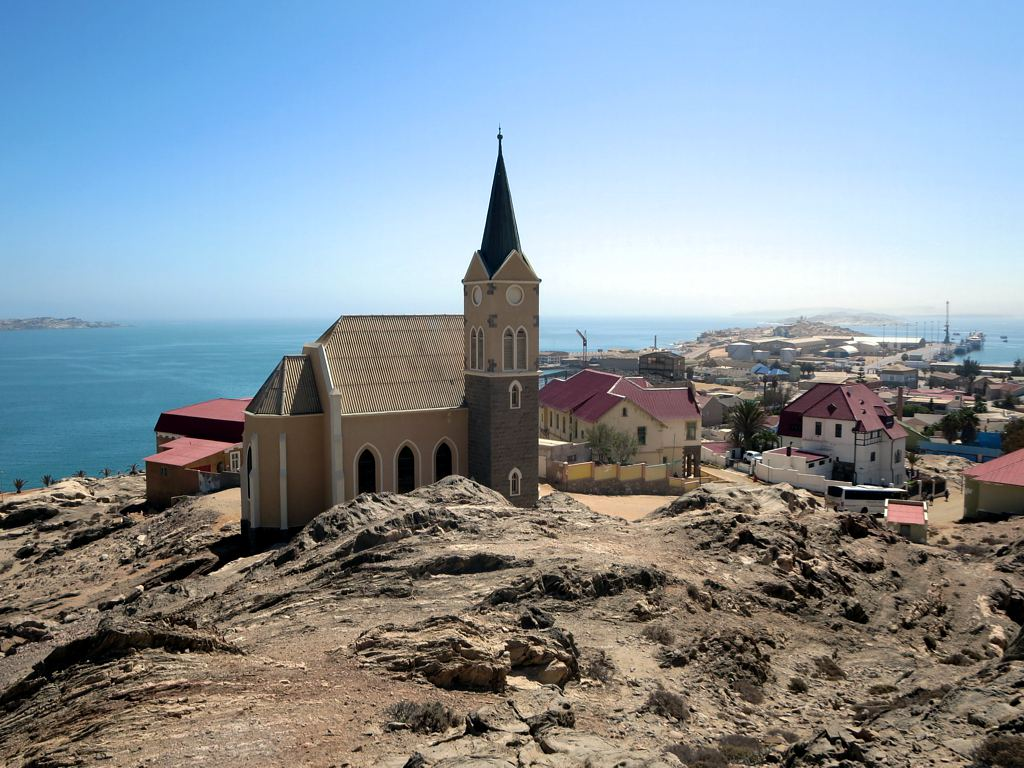
Lüderitz
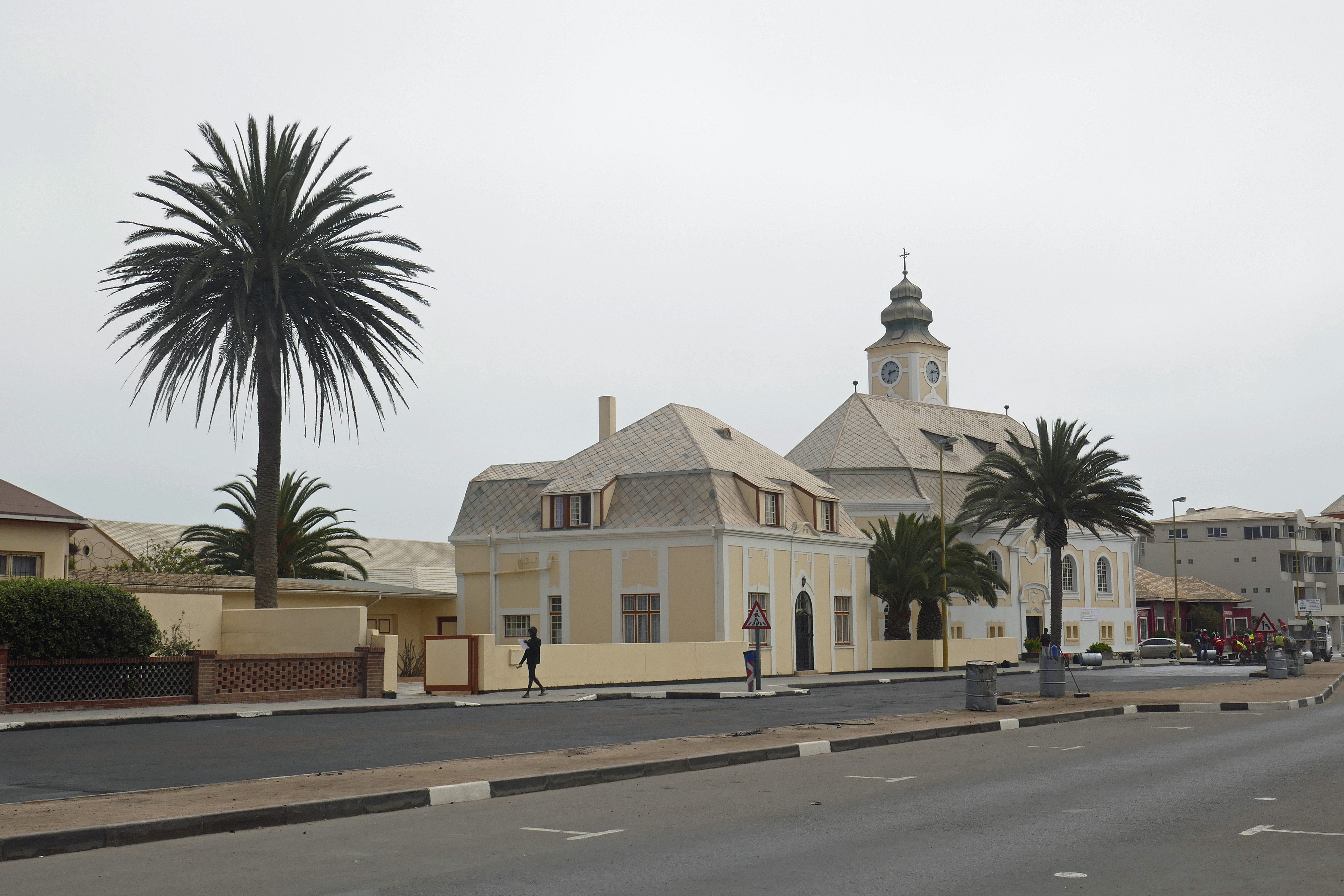
Swakopmund

## Organisation
L’église est dirigée sur le plan spirituel par un synode et un évêque, et par un directoire sur le plan matériel. L’évêque est en même temps chargé d’une paroisse à Windhoek. 

## Affiliations
L’ELCRN fait partie des organisations suivantes : 
- Fédération luthérienne mondiale
- Communion luthérienne en Afrique australe (LUCSA)[5]
- Églises évangéliques luthériennes unies en Afrique australe (VELKSA / UELCSA)[6],
- « Conseil des Eglises en Namibie » (Council of Churches in Namibia, CCN)
- Conseil œcuménique des Églises (COE)

La DELK reste en lien partenarial avec l’Église protestante allemande. Les pasteurs sont détachés en Namibie par cette église.